# Да се бием, призрак
„Да се бием, призрак“ (на корейски: 싸우자 귀신아; на английски: Hey Ghost, Let's Fight) е южнокорейски сериал, който се излъчва от 11 юли до 30 август 2016 г. по tvN. Той е адаптиран от едноименния уебсайт, който е сериализиран на Naver от 2007 до 2010 г.

## Актьори
- Ок Текьон – Пак Бонг-пал
- Ким Со-хьон – Ким Хьон-джи
- Куон Юл – Джу Хе-сонг